# أكاديمية مانشستر يونايتد
نادي مانشستر يونايتد لكرة القدم تحت 23 عامًا هو أكبر فرق شباب مانشستر يونايتد وفريق الرديف السابق للنادي. يلعبون في الدوري الإنجليزي الممتاز 2، وهو أعلى مستوى في دوري التطوير المهني. الفريق هو فعليًا الصف الثاني لمانشستر يونايتد، لكنه يقتصر على ثلاثة لاعبين خارج الملعب وحارس مرمى واحد فوق سن 23 عامًا في كل مباراة بعد إدخال لوائح جديدة من موسم 2016-2017، وهي زيادة عن سن 21 الذي كان تم طرحه في 2012–13.
لقد كانوا أبطالًا لدوري الاحتياطي الممتاز السابق خمس مرات (في 2002 و 2005 و 2006 و 2010 و 2012) بين تقديمه في عام 1999 وحلها في عام 2012. كما فاز الفريق بدوري التنمية المحترف تحت 21 عامًا 2012-13 في افتتاح موسمه الأول ومرة أخرى في 2015 و 2016. كما يشارك الفريق في بطولة كأس مانشستر الإقليمية وكأس لانكشاير لكرة القدم. من إصدار 2019-20 ، يشاركون أيضًا في كأس EFL على مستوى البلاد جنبًا إلى جنب مع الفرق العليا من المستويين 3 و 4 من نظام الدوري الإنجليزي لكرة القدم، حيث تقتصر الفرق من المستويين 1 و 2 على اللاعبين الذين تقل أعمارهم عن 21 عامًا.
المدير الحالي للفريق هو نيل وود، الذي تولى المسؤولية من ريكي سبراجيا في عام 2019. سبراجيا كان مديرًا منذ عام 2017 وكان أيضًا مديرًا للاحتياطيات بين 2002-2005. تولى سبراجيا المسؤولية من نيكي بات، وهو خريج أكاديمية في التسعينيات ولعب مع يونايتد حتى عام 2004. شغل بات الدور على أساس مؤقت لموسم 2016-2017 بعد أن تم تعيين وارين جويس مديرًا ليجان أثليتيك في 2 نوفمبر 2016. جويس، الذي تولى المسؤولية من أولي جونار سولسكاير كمدير للاحتياطيات في ديسمبر 2010، كان في السابق مديرًا لرويال أنتويرب، النادي المغذي لمانشستر يونايتد في بلجيكا.
من نوفمبر 2008 إلى أغسطس 2013، لعب الفريق مبارياته على أرضه في موس لين في ألترينتشام، منزل نادي ألترينتشام. لموسم الدوري الإنجليزي الممتاز 2013-14 تحت 21 عامًا، لعب الفريق معظم مبارياته على أرضه في ملعب سالفورد سيتي في بارتون أبون إيرويل. منذ 2014-2015، يلعب الفريق مبارياته على أرضه في قرية لي الرياضية. تنص القواعد التي وضعها الدوري الإنجليزي الممتاز على أنه يجب لعب ثلاث مباريات على الأقل في الدوري على أرضه في كل موسم في الملعب الرئيسي للنادي، أولد ترافورد. في المواسم السابقة، لعب الفريق على ملعب فيكتوريا، موطن نورثويتش فيكتوريا، وإوين فيلدز، موطن هايد يونايتد.
مانشستر يونايتد لديه أيضًا فريق تحت 18 عامًا يلعب في المجموعة 2 في الدوري الإنجليزي الممتاز تحت 18 عامًا وكأس الاتحاد الإنجليزي للشباب. يلعب فريق تحت 18 عامًا مبارياتهم على أرضهم في مركز ترافورد للتدريب في كارينجتون.

## تحت 23 سنة

### الفريق الحالي
- آخر تحديث لهذه القائمة 24 آغسطس 2021:[9][10]

ملاحظة: تشير العلامات إلى المنتخب الوطني كما هو محدد بموجب قواعد أهلية FIFA. يجوز للاعبين حمل أكثر من جنسية واحدة غير تابعة للفيفا.

ملاحظة: تشير الأعلام إلى المنتخب الوطني على النحو المحدد في قواعد الأهلية للفيفا. قد يحمل اللاعبون أكثر من جنسية واحدة غير تابعة للفيفا.
| الرقم | البلد           | المركز | اللاعب                 |
| ----- | --------------- | ------ | ---------------------- |
| 51    | جمهورية التشيك  | حارس   | ماتيج كوفا             |
| 57    | فرنسا           | مهاجم  | نوام إيمران            |
| 59    | إنجلترا         | وسط    | تشارلي ويلينز          |
| 60    | جمهورية التشيك  | حارس   | أوندوج ماستني          |
| 62    | جمهورية أيرلندا | مدافع  | بول مكشين (لاعب ومدرب) |
| 64    | هولندا          | مدافع  | بيورن هاردلي           |
| 65    | هولندا          | مهاجم  | ديلون هوجويرف          |

| الرقم | البلد    | المركز | اللاعب          |
| ----- | -------- | ------ | --------------- |
| 68    | سلوفاكيا | وسط    | مارتن أفيدرسكي  |
| 72    | ويلز     | وسط    | تشارلي سافيدج   |
| 73    | العراق   | وسط    | زيدان إقبال     |
| 74    | إسبانيا  | مدافع  | ألفارو فرنانديز |
| 77    | إسبانيا  | مهاجم  | ماتيو ميخيا     |
| -     | إنجلترا  | حارس   | بول وولستون     |

### على سبيل الإعارة
ملاحظة: تشير الأعلام إلى المنتخب الوطني على النحو المحدد في قواعد الأهلية للفيفا. قد يحمل اللاعبون أكثر من جنسية واحدة غير تابعة للفيفا.
| الرقم | البلد            | المركز | اللاعب                                                |
| ----- | ---------------- | ------ | ----------------------------------------------------- |
| 30    | إنجلترا          | حارس   | ناثان بيشوب (في مانسفيلد تاون حتى 30 يونيو 2022)      |
| 35    | ويلز             | وسط    | ديلان ليفيت (في دندي يونايتد حتى 30 يونيو 2022)       |
| 41    | إنجلترا          | مدافع  | إيثان ليرد (في سوانزي سيتي حتى 30 يونيو 2022)         |
| 48    | إنجلترا          | مدافع  | ويل فيش (في ستوكبورت كونتي حتى 30 يونيو 2022)         |
| 49    | إنجلترا          | مهاجم  | دماني ميلور (في سالفورد سيتي حتى 30 يونيو 2022)       |
| 54    | أيرلندا الشمالية | وسط    | إيثان قالبرايث (في دونكاستر روفرز حتى 30 يونيو 2022)  |
| 58    | إنجلترا          | مدافع  | ديشون برنارد (في هال سيتي حتى 30 يونيو 2022)          |
| -     | إنجلترا          | وسط    | كونور ستانلي (في اتلانتا يونايتد 2 حتى 1 نوفمبر 2021) |
| -     | إنجلترا          | مدافع  | ريس ديفين (في سانت جونستون حتى 30 يونيو 2022)         |

### تاريخ مدراء الفريق
- جيمي ميرفي (1946-1964)
- ويلف ماكغوينس (1964-1969)
- جون آستون ، الأب (1969-1970)
- ويلف ماكغوينس (1970-1971)
- بيل فولكس (1971-1974)
- جاك كرومبتون (1974-1981)
- برايان وايتهاوس (1981-1991)
- بوب روبسون و  جيمي رايان (1991-1995)
- جيمي رايان (1995-2000)
- مايك فيلان (2000-2001)
- براين مككلير (2001-2002)
- مايك فيلان (2002)
- ريكي سبراجيا (2002-2005)
- براين مككلير (2004-2005)
- رينيه ميولينستين (2005-2006)
- براين مككلير (2006-2008)
- أوله غونار سولشار و  ارين جويس (2008–2011)[20][21]
- ارين جويس (2011-2016)[22]
- نيكي بات (مؤقت؛ 2016-2017)[23]
- ريكي سبراجيا (2017-2019)[24]
- نيل وود (2019 إلى الوقت الحاضر)[25]

### الجوائز والبطولات
- دوري التطوير الاحترافي الإنجليزي: 3 مرات
  - 2012–13، 2014–15، 2015–16
- بطولة الدوري الإنجليزي الممتاز الاحتياطي: 5 مرات
  - 2002, 2005, 2006, 2010, 2012
- الفوز في المباراة الفاصلة في الدوري الإنجليزي الممتاز الاحتياطي: 4 مرات
  - 2005, 2006, 2010, 2012
- الدوري المركزي: 9 مرات
  - 1913, 1921, 1939, 1947, 1956, 1960, 1994, 1996, 1997
- الدوري المركزي القسم الغربي: 1 مرة واحدة
  - 2005
- كأس الدوري المركزي: 1 مرة واحدة
  - 2005
- كأس مانشستر للكبار: 27 مرة
  - 1908, 1910, 1912, 1913, 1920, 1924, 1926, 1931, 1934, 1936, 1937, 1939, 1948, 1955, 1957, 1959, 1964, 1999, 2000, 2001, 2004, 2006, 2008, 2009, 2011, 2012, 2013, 2014
- كأس لانكشاير للكبار: 15 مرة

1898, 1913, 1914, 1920 (بالشراكة مع ليفربول), 1929, 1938, 1941, 1943, 1946, 1951, 1969, 2008, 2009, 2012, 2013

## الأكاديمية
تأسست أكاديمية مانشستر يونايتد في عام 1998، بعد إعادة تنظيم كرة القدم للشباب في إنجلترا، ولكن الأكاديمية ذاتها لها جذور تمتد إلى ثلاثينيات القرن الماضي مع إنشاء نادي مانشستر يونايتد جونيور الرياضي (MUJAC). وكان مسؤولاً عن تخريج بعض أعظم لاعبي مانشستر يونايتد على الإطلاق، بما في ذلك أفضل خمسة صانعي ظهور للنادي على الإطلاق، رايان غيغز، بوبي تشارلتون، بيل فولكس، بول سكولز وغاري نيفيل، والموجة الجديدة من المواهب المحلية المعروفة مثل فراخ فيرغي. تقع الأكاديمية الحالية في مجمع أون للتدريب التابع للنادي، وهو موقع بمساحة 85 فدانًا (340 ألف متر مربع) في ضاحية كارينجتون في مانشستر.
يعتبر فريق شباب مانشستر يونايتد من الناحية الإحصائية هو الأكثر نجاحًا في كرة القدم الإنجليزية، حيث يوجد تسعة لاعبين في قاعة مشاهير كرة القدم الإنجليزية (دنكان إدواردز، السير بوبي تشارلتون، جورج بيست، نوبي ستيلز، مارك هيوز، ريان غيغز، بول سكولز، ديفيد بيكهام، جوني جايلز). يمتلك مانشستر يونايتد أيضًا أفضل سجل في كأس الاتحاد الإنجليزي للشباب، حيث فاز في 10 مناسبات من أصل 14 مباراة نهائية.
تضم الأكاديمية فرقًا من الفئات العمرية تتراوح من أقل من 9 أعوام إلى أقل من 18 عامًا، والذين يتنافسون حاليًا في الفئة الثانية من الدوري الأكاديمي الممتاز وفي كأس الاتحاد الإنجليزي للشباب. يلعب فريق تحت 16 عامًا وتحت 18 عامًا مباريات الدوري الأكاديمي في تمام الساعة 11 صباحًا يوم السبت في كارينجتون، بينما تُلعب مباريات كأس الشباب عمومًا إما على ملعب موس لاين في ألترينشام (حيث يلعب اللاعبون تحت 23 عامًا مبارياتهم على أرضهم في النلعب الرئيسي) والذي يتسع 76000 شخص. وهي السعة الإجمالية لملعب أولد ترافورد، من أجل تلبية أكبر عدد من المشجعين الذين تجذبهم هذه المباريات.
في عام 2007، فاز فريق مانشستر يونايتد تحت 18 عامًا بكأس الأبطال للشباب، والذي كان يُقصد به أن يكون نظيرًا لكأس العالم للأندية الاتحاد الدولي لكرة القدم لفرق الشباب، بفوزه على يوفنتوس بنتيجة (1-0) في المباراة النهائية التي أقيمت في ماليزيا. وقد كان هذا هو لقبهم الأول والوحيد، حيث ألغيت البطولة بعد نسخة واحدة فقط.

### لاعبو الأكاديمية الحاليون
اعتبارًا من 14 سبتمبر 2021
| الجنسية            | اللاعب             | تاريخ الميلاد        | المركز             | الترفيعات الدولية         | النادي السابق      | الانضمام لليونايتد |
| طلاب السنة الثانية | طلاب السنة الثانية | طلاب السنة الثانية   | طلاب السنة الثانية | طلاب السنة الثانية        | طلاب السنة الثانية | طلاب السنة الثانية |
| ------------------ | ------------------ | -------------------- | ------------------ | ------------------------- | ------------------ | ------------------ |
| أيرلندا الشمالية   | ديرموت مي          |                      | حارس               | ترفع إلى مستوى تحت 21 سنة | —                  | يوليو 2019         |
| إنجلترا            | ريس بينيت          |                      | دفاع               | —                         | —                  | يوليو 2020         |
| إنجلترا            | أومري فورسون       |                      | وسط                | ترفع إلى مستوى تحت 16 سنة | —                  | يوليو 2020         |
| إسبانيا            | أليخاندرو جارناتشو |                      | هجوم               | —                         | أتلتيكو مدريد      | أكتوبر 2020        |
| النرويج            | إيزاك هانسن آرون   |                      | وسط                | ترفع إلى مستوى تحت 18 سنة | ترومسو إيدريتسلاغ  | سبتمبر 2020        |
| إنجلترا            | جو هيغيل           |                      | هجوم               | —                         | سندرلاند           | يوليو 2020         |
| إسبانيا            | مارك جورادو        |                      | دفاع               | —                         | برشلونة            | سبتمبر 2020        |
| فرنسا              | ويلي كامبوالا      |                      | دفاع               | ترفع إلى مستوى تحت 17 سنة | سوشو               | أكتوبر 2020        |
| إنجلترا            | تشارلي مكنيل       |                      | هجوم               | ترفع إلى مستوى تحت 16 سنة | مانشستر سيتي       | أكتوبر 2020        |
| بولندا             | دانيال بولاكوسكي   |                      | حارس               | —                         | —                  | يوليو 2020         |
| إنجلترا            | لوجان باي          |                      | دفاع               | ترفع إلى مستوى تحت 16 سنة | سندرلاند           | يوليو 2020         |
| جمهورية التشيك     | راديك فيتيك        |                      | حارس               | ترفع إلى مستوى تحت 17 سنة | سيغما أولوموتس     | يوليو 2020         |
| طلاب السنة الأولى  |                    |                      |                    |                           |                    |                    |
| إنجلترا            | سوني الجوفري       |                      | دفاع               | ترفع إلى مستوى تحت 18 سنة |                    | يوليو 2021         |
| إنجلترا            | إيثان إينيس        |                      | وسط                |                           | ليفربول            | يوليو 2021         |
| إنجلترا            | تايلر فريدريكسون   |                      | دفاع               | ترفع إلى مستوى تحت 17 سنة |                    | يوليو 2021         |
| إنجلترا            | دانيال جور         |                      | وسط                | ترفع إلى مستوى تحت 18 سنة |                    | يوليو 2021         |
| هولندا             | إريك هانبري        |                      | حارس               |                           |                    | يوليو 2021         |
| إنجلترا            | لويس جاكسون        |                      | دفاع               | ترفع إلى مستوى تحت 18 سنة |                    | يوليو 2021         |
| إنجلترا            | ماركوس لورانس      | غير معروف (العمر 16) | دفاع               |                           |                    | يوليو 2021         |
| إنجلترا            | كوبي مينو          |                      | وسط                |                           |                    | يوليو 2021         |
| إنجلترا            | سام ماذر           |                      | وسط                | ترفع إلى مستوى تحت 18 سنة |                    | يوليو 2021         |
| إنجلترا            | فينلي مكاليستر     |                      | وسط                | ترفع إلى مستوى تحت 18 سنة |                    | يوليو 2021         |
| إنجلترا            | سام موراي          |                      | دفاع               | ترفع إلى مستوى تحت 15 سنة | هدرسفيلد تاون      | يوليو 2021         |
| إنجلترا            | جيمس نولان         |                      | دفاع               | ترفع إلى مستوى تحت 18 سنة |                    | يوليو 2021         |
| إنجلترا            | ماني نوركيت        |                      | هجوم               |                           |                    | يوليو 2021         |
| إنجلترا            | حبيب أوغوني        |                      | دفاع               | ترفع إلى مستوى تحت 18 سنة |                    | يوليو 2021         |
| إنجلترا            | ماكس أويدل         |                      | وسط                | ترفع إلى مستوى تحت 18 سنة |                    | يوليو 2021         |
| إنجلترا            | ملاخي شارب         | غير معروف (العمر 15) | وسط                | ترفع إلى مستوى تحت 18 سنة | ديربي كاونتي       | مارس 2021          |
| إنجلترا            | إيثان ويليامز      | غير معروف (العمر 15) | وسط                | ترفع إلى مستوى تحت 15 سنة | بارنسلي            | يوليو 2021         |
| إنجلترا            | توم ووستر          |                      | حارس               | ترفع إلى مستوى تحت 15 سنة | بارنسلي            | يوليو 2021         |

### الجوائز والبطولات
- دوري التطوير الاحترافي الإنجليزي تحت 18 سنة (البطولة الوطنية) 1 مرة واحدة
  - 2012–13
- دوري التطوير الاحترافي الإنجليزي تحت 18 سنة (بطولة الشمال) 1 مرة واحدة
  - 2017–18
- الدوري الاكاديمي الممتاز تحت 18 سنة (مجموعة): 3 مرات
  - 1998–99, 2000–01, 2009–10
- كأس الاتحاد الانجليزي للشباب: 10 مرات[30]
  - 1953, 1954, 1955, 1956, 1957, 1964, 1992, 1995, 2003, 2011
- كأس النجوم الزرقاء/الفيفا للشباب: 18 مرة[31]
  - 1954, 1957, 1959, 1960, 1961, 1962, 1965, 1966, 1968, 1969, 1975, 1976, 1978, 1979, 1981, 1982, 2004, 2005
- كأس الأبطال للشباب: 1 مرة واحدة
  - 2007
- كأس الحليب: 6 مرات[32]
  - 1991, 2003, 2008, 2009, 2013, 2014
- دوري لانكشاير القسم الأول: 12 مرة
  - 1954–55, 1983–84, 1984–85, 1986–87, 1987–88, 1989–90, 1990–91, 1992–93, 1994–95, 1995–96, 1996–97, 1997–98
- دوري لانكشاير القسم الثاني: 5 مرات
  - 1964–65, 1969–70, 1971–72, 1988–89, 1996–97
- كأس دوري لانكشاير في دوري الدرجة الأولى التكميلي: 4 مرات
  - 1954–55, 1955–56, 1959–60, 1963–64
- كأس دوري لانكشاير في دوري الدرجة الثاينة التكميلي: 10 مرات
  - 1955–56, 1956–57, 1959–60, 1961–62, 1963–64, 1964–65, 1965–66, 1969–70, 1971–72, 1976–77

## طاقم العمل
- مدير كرة القدم: جون مورتوغ.
- رئيس الاكاديمية: نيك كوكس.
- رئيس قسم تطوير اللاعبين والتدريب للفئات (تحت 17 - تحت 23): جاستن كوكران.
- مدرب فريق تحت 23 سنة: نيل وود.
- مساعد مدرب تحت 23 سنة: نيل رايان.
- مدرب فريق تحت 23 سنة: بول ماكشين.
- أخصائيو العلاج الطبيعي تحت 23 سنة: توم هيوز وروس هايز.
- رئيس قسم تطوير اللاعبين والتدريب (تحت 14 - تحت 16) ومدرب تحت 18 الرئيسي: ترافيس بينيون.
- مساعد مدرب ما تحت 18 سنة: كولين ليتل.
- مدرب الأكاديمية العليا: مارك ديمبسي.
- مدرب فريق تحت 16 سنة: تومي مارتن.
- مدرب تحت 16 سنة: آدم لورانس.
- مدرب فريق تحت 14 سنة: ريك اشكروفت.
- مدرب فريق تحت 12-14 سنة: حسني الجوفري.[33]
- مدرب فريق تحت 12 سنة: لي أنسورث.[34]
- مدرب فريق تحت 10 سنوات: إيمون مولفي.
- رئيس أكاديمية حراسة المرمى: آلان فيتيس.
- مدرب حراس المرمى بالاكاديمية: كيفن وولف.
- مدرب حراس المرمى بالاكاديمية: كريستوفر باكهاوس.
- طبيب الأكاديمية: الدكتور طوني جيل.
- رئيس أكاديمية العلاج الطبيعي: نيل هوغ.[35]
- أخصائيو العلاج الطبيعي في الأكاديمية: دانيال توربي، إيوغان موراي، جاري ويكفيلد.

## لاعبي فريق الشباب البارزين
فيما يلي قائمة باللاعبين الذين لعبوا في فريق شباب مانشستر يونايتد (تحت 16 - تحت 18 عامًا) ومثلوا بلدًا (وليس بالضرورة بلد ميلادهم) على المستوى الدولي الكامل. يتم تمييز اللاعبين الذين يلعبون حاليًا في مانشستر يونايتد، أو لفريق آخر على سبيل الإعارة من مانشستر يونايتد بالخط العريض.
- ستان أكيرلي
- عدنان أحمد
- آرثر ألبيستون
- جون أستون
- راي بارتز
- فيل باردسلي
- ديفيد بيكهام
- جورج بست
- كلايتون بلاكمور
- جاكي بلانشفلاور
- مارك بوسنيتش
- روبي برادي
- إيفاندرو برانداو
- فيبيان براندي
- شاي برينان
- روني بريجز
- ويس براون
- أليكس بروس
- فرانسيس بيرنز
- نيكي بات
- روجر بيرن
- فريزر كامبل
- جوني كاري
- جو كارولان
- كريج كاثكارت
- بوبي تشارلتون
- جيمس تشيستر
- توم كليفرلي
- كيني كوبر
- هيو كوران
- ماتس مولر ديلي
- آلان ديفيز
- سيمون ديفيز
- داني درينكووتر
- إيمون دنفي
- مايك دوكسبري
- دنكان إدواردز
- ماغنوس وولف إيكريم
- كوري إيفانز
- جوني إيفانز
- دارين فليتشر
- بيل فولكس
- تيموثي فوسو مينساه
- إيثان جالبريث
- دارون جيبسون
- ريان جيجز
- جوني جايلز
- كيث جيليسبي
- دون جيفنز
- شون جواتر
- بييرلويجي غوليني
- جوني جورمان
- كينجي جوري
- بريان جرينهوف
- ميسون غرينوود
- ديفيد هيلي
- توم هيتون
- دين هندرسون
- جاكي هينيسي
- داني هيغينبوثام
- مارك هيوز
- فيل هيوز
- نيكولاس يوانو[37]
- سيدى جانكو
- عدنان جانوزاج
- ديفيد جونسون
- سام جونستون
- مايكل كين
- ويل كين
- بريان كيد
- جوشوا كينج
- جوفان كيروفسكي
- توم لورانس
- ديلان ليفيت
- جيسي لينجارد
- شون لوثر
- جون ماكين
- ديفيد ماكريري
- لوك ماكولوغ
- ويلف ماكجينيس
- سامي ماكلروي
- آلان ماكلوغلين
- سامي ماكميلان
- بادي مكنير
- بول ماكشين
- سكوت مكتوميناي
- هانيبال مجبري
- جاكي موني
- كلام مونياروك
- جوني موريس
- رافيل موريسون
- فيليب مولرين
- كولين موردوك
- دانيال ناردييلو
- جاري نيفيل
- فيل نيفيل
- جيمي نيكول
- جيمي نيكلسون
- أوليفر نوروود
- لي أوكونور
- كيران اوهارا
- جون أوشيا
- بيتر أوسوليفان
- ماثيو أولوسوند
- ستان بيرسون
- ديفيد بيج
- أندرياس بيريرا
- أنتوني بيلكينجتون
- جيرارد بيكيه
- ديفيد بلات
- بول بوجبا
- ماركوس راشفورد
- كيران ريتشاردسون
- جيمي ريمر
- جوني رودلوند
- جوزيبي روسي
- مايك روبوثام
- ديفيد سادلر
- روبي سافاج
- بول سكولز
- جاكي سكوت
- ريان شوكروس
- بول سيكسسميث
- بادي سلون
- جوناثان سبيكتور
- مايكل ستيوارت
- نوبي ستايلز
- جون ثورينجتون
- دينيس فيوليت
- داني ويلبيك
- بيلي ويلان
- نورمان وايتسايد
- ماتي ويلوك
- مارك ويلسون
- جيمي وود
- رون روبرت زيلر

## لاعبي العام
قبل عام 1990، تم تقديم جائزة واحدة لأفضل لاعب شاب في ذلك الموسم. بين عامي 1982 و 1985 كان هذا هو «لاعب العام الشاب»؛ ثم أصبحت الجائزة تُعرف باسم «دنزل هارون لاعب العام الشاب» بين عامي 1986 و 1989 تكريماً لدنزيل هارون، مدير النادي السابق وصهر رئيس النادي السابق لويس إدواردز.
منذ عام 1990، تُمنح جوائز فردية لأفضل لاعب في الأكاديمية والاحتياط. تم تسمية «أفضل لاعب شاب في العام» تكريماً لجيمي ميرفي، مساعد مدير السير مات بسبي منذ فترة طويلة، والذي توفي في عام 1989، وحصل أفضل لاعب احتياطي على «دنزيل هارون لاعب العام الاحتياطي».
| الموسم  | نادي المشجعين أفضل لاعب شاب لهذا العام |
| ------- | -------------------------------------- |
| 1982–83 | نورمان وايتسايد                        |
| 1983-84 | مارك هيوز                              |
| 1984–85 | مارك هيوز                              |

| الموسم  | دينزل هارون أفضل لاعب شاب لهذا العام |
| ------- | ------------------------------------ |
| 1985–86 | سيمون راتكليف                        |
| 1986-87 | غاري والش                            |
| 1987–88 | لي مارتن                             |
| 1988-89 | مارك روبينز                          |

| الموسم    | جيمي ميرفي أفضل لاعب شاب لهذا العام | دنزيل هارون لاعب الفريق الاحتياطي لهذا العام |
| --------- | ----------------------------------- | -------------------------------------------- |
| 1989–90   | لي مارتن                            | مارك روبينز                                  |
| 1990–91   | ريان جيجز                           | جيسون ليديات                                 |
| 1991–92   | ريان جيجز                           | بريان كاري                                   |
| 1992–93   | بول سكولز                           | كولين ماكي                                   |
| 1993–94   | فيل نيفيل                           | نيكي بات                                     |
| 1994–95   | تيري كوك                            | كيفين بيلكينغتون                             |
| 1995–96   | روني وول وورك                       | مايكل أبليتون                                |
| 1996–97   | جون كيرتس                           | مايكل كليج                                   |
| 1997–98   | ويس براون                           | مايكل تويس                                   |
| 1998–99   | ويس براون                           | مارك ويلسون                                  |
| 1999–2000 | بويان دجورجيتش                      | جوناثان غريننغ                               |
| 2000–01   | آلان تيت                            | مايكل ستيوارت                                |
| 2001–02   | بول تيرني                           | جون أوشي                                     |
| 2002–03   | بن كوليت                            | دارين فليتشر                                 |
| 2003–04   | جوناثان سبيكتور                     | ديفيد جونز                                   |
| 2004–05   | جوزيبي روسي                         | سيلفان إيبانكس بليك                          |
| 2005–06   | دارون جيبسون                        | جوزيبي روسي                                  |
| 2006–07   | كريج كاثكارت                        | كيران لي                                     |
| 2007–08   | داني ويلبيك                         | ريتشارد إكرسلي                               |
| 2008–09   | فيديريكو ماتشيدا                    | جيمس تشيستر                                  |
| 2009–10   | ويل كين                             | ريتشي دي لات                                 |
| 2010–11   | ريان تونيكليف                       | أوليفر جيل                                   |
| 2011–12   | ماتس مولر ديلي                      | مايكل كين                                    |
| 2012–13   | بن بيرسون                           | عدنان يانوزاي                                |
| 2013–14   | جيمس ويلسون                         | سيدى جانكو                                   |
| 2014–15   | أكسل توانزيبي                       | أندرياس بيريرا                               |
| 2015–16   | ماركوس راشفورد                      | كاميرون بورثويك جاكسون                       |
| 2016–17   | انجيل جوميز                         | أكسل توانزيبي                                |
| 2017–18   | تاهيث تشونغ                         | ديميتري ميتشل                                |
| 2018–19   | ميسون غرينوود                       | تاهيث تشونغ                                  |
| 2019–20   | أنتوني إلانجا                       | جيمس غارنر                                   |
| 2020–21   | شولا شوريتير                        | هانيبال مجبري                                |